# Kynastsiedlung
Die Kynastsiedlung ist ein Stadtteil von Meißen in Sachsen. 
Die Kleinsiedlung entstand planmäßig zwischen 1932 und 1934. Sie liegt entlang der Straßen Friedrich-Geyer-Straße, Neue Hoffnung, Unverhofft Glück, Grüner Weg und Hohe Sicht im Westen der Großen Kreisstadt. Nördlich benachbart ist das Klostergut, nordöstlich Obermeisa, östlich der Jüdenberg am Rande der Meißner Altstadt, südöstlich das Rauenthal und Questenberg sowie südlich Korbitz. Südwestlich bzw. nordwestlich grenzen Schletta und Niederjahna an, die beide zur Gemeinde Käbschütztal gehören.
Der Name der Siedlung leitet sich ab vom Gutshof Kynast, einem alten Dreiseithof mit Herrenhaus, der wenige 100 Meter westlich von ihr steht. Es trägt seinen Namen nach einem Meißner Bürgermeister Kynast, der es 1543 erworben hatte und aus dem gleichen Ratsherrngeschlecht stammt wie die Namensgeber des Weinguts Kynast im nahen Radebeul. 
Nach dem Meißner Gut Kynast trägt der Kynastweg, die wichtigste Straße im Bereich der Siedlung, seinen Namen. Bis zur Freigabe der Ortsumgehung Meißen im Frühjahr 2007 verlief hier die Bundesstraße 101 auf ihrem Weg vom Meisatal hinauf in Richtung Nossen. Heute führt der Verkehrsweg von der Neuen Elbbrücke kommend durch den Schottenbergtunnel und unter dem umgangssprachlichen Namen „Kynast-Spange“ direkt am alten Gut vorbei nach Korbitz. Die Verlegung brachte eine deutliche Verkehrsberuhigung für die Siedlung, die über die Rauhentalstraße mit Meißen-Triebischtal verbunden ist.